# Alberto Ginastera
Alberto Evaristo Ginastera (født 11. april 1916 i Buenos Aires, Argentina - død 25. juni 1983 i Genéve, Schweiz) var en argentinsk komponist, professor og lærer.
Ginestra studerede komposition på Williams Musikkonservatorium i Buenos Aires. Han studerede ligeledes i USA hos Aaron Copland i Tanglewood. Ginastera underviste i komposition og var professor på Liceo Militar General San Martín. 
Han har skrevet orkesterværker, balletmusik, operaer, koncertmusik, klaverstykker, orgelstykker, korværker, vokalmusik etc. Han hører til de vigtige komponister fra Argentina i det 20. århundrede. 

## Udvalgte værker
- "Ollantay"': 3 Symfoniske Satser, Op. 17 (1947) - for orkester
- "Pampeana nr. 3", Op. 24 (1954) - for orkester
- Symfoniske studier, Op. 35 (1967) - for orkester
- Harpe Koncert, Op. 25 (1956–65) - for harpe og orkester
- Klaverkoncert nr. 1 Op. 28 (1961) - for klaver og orkester
- Klaverkoncert nr. 2 Op. 39 (1972) - for klaver og orkester
- Violinkoncert Op. 30 (1963) - for violin og orkester
- Cellokoncert nr. 1 Op. 36 (1968) - for cello og orkester
- Cellokoncert nr. 2 Op. 50 (1980–81) - for cello og orkester